# Eduard Prades
Eduard Prades Reverter (Tarragona, 9 agosto 1987) è un ciclista su strada spagnolo che corre per il team Caja Rural-Seguros RGA. È professionista dal 2015.
Anche suo fratello maggiore Benjamín Prades è un ciclista professionista.

## Palmarès
- 2010 (dilettanti)

Grand Prix Macario
- 2011 (dilettanti)

Santikutz Klasika - Prueba Santa Cruz
Aiztondo Klasika
5ª tappa Vuelta a Salamanca (Aldearrodrigo > Salamanca)
3ª tappa Cinturó de l'Empordà (Empuriabrava > Figueres)
- 2012 (dilettanti)

Santikutz Klasika - Prueba Santa Cruz
Memorial Valenciaga
3ª tappa Volta Ciclista Provincia de Valencia Elite/Under-23 (Náquera > Náquera)
- 2013 (OFM Quinta da Lixa, due vittorie)

3ª tappa Grande Prémio Internacional de Torres Vedras-Troféu Joaquim Agostinho (Manique do Intendente > Carvoeira)
Classifica generale Grande Prémio Internacional de Torres Vedras-Troféu Joaquim Agostinho
- 2014 (OFM Quinta da Lixa, due vittorie/Matrix Powertag, una vittoria)

2ª tappa Volta ao Alentejo (Sousel > Montemor-o-Novo)
1ª tappa Grand Prix Abimota (Figueira da Foz > Agueba)
Minamiuonuma Road-Japan Pro Tour
- 2015 (Caja Rural, due vittorie)

Coppa Sabatini
8ª tappa Volta a Portugal (Guarda > Castelo Branco)
- 2016 (Caja Rural, due vittorie)

8ª tappa Volta Internacional Cova da Beira (Pinhel > Vilar Formoso)
Philadelphia Cycling Classic
- 2018 (Euskadi Basque Country-Murias, due vittorie)

Classifica generale Tour of Norway
Classifica generale Presidential Cycling Tour of Turkey
- 2019 (Movistar Team, due vittorie)

2ª tappa Tour de la Provence (Istres > La Ciotat)
Classifica generale Vuelta a Aragón
- 2024 (Caja Rural-Seguros RGA, due vittorie)

4ª tappa Volta ao Alentejo (Monforte > Castelo de Vide)
Classifica generale Volta ao Alentejo

### Altri successi
- 2012 (dilettanti)

Copa de España Elite/Under-23
- 2014 (Matrix Powertag)

Oita Ikoinomichi Criterium
- 2015 (Caja Rural)

Classifica scalatori Vuelta a la Comunidad de Madrid

## Piazzamenti

### Grandi Giri
- Vuelta a España

2016: 127º
2018: 68º

### Classiche monumento
- Giro delle Fiandre

2020: 68º
- Liegi-Bastogne-Liegi

2020: 44º
- Giro di Lombardia

2022: 84º

### Competizioni mondiali
- Campionati mondiali

Wollongong 2022 - In linea Elite: 87º

### Competizioni europee
- Campionati europei

Glasgow 2018 - In linea Elite: ritirato